# Психоделічний арт
Психоделічний арт це будь-яке візуальне мистецтво, натхненне психоделічним досвідом та галюцинаціями спричинених вживанням психоактивних речовин наприклад таких як ЛСД і псилоцибін. Слово «психоделічний» (придумане британським психологом Хамфрі Осмондом) означає «маніфест свідомості». За цим визначенням, усі художні прийоми якими намагаються зобразити внутрішній світ видозміненої психіки можна вважати «психоделікою». У просторіччі «психоделічне мистецтво» відноситься перш за все до художнього руху кінця контркультури 1960-х. Психоделічне візуальне мистецтво було аналогом психоделічної рок-музики. Концертні плакати, обкладинки альбомів, рідкі проєкції, картини з розтіканням фарб, стінописи, комікси, підпільні газети та багато іншого відображається не тільки калейдоскопом закручених кольорових візерунків ЛСД-галюцинацій, а й революційних політичних, соціальних та духовних почуттів, натхненних ідей, спричинених психоделічним станом свідомості.

## Властивості

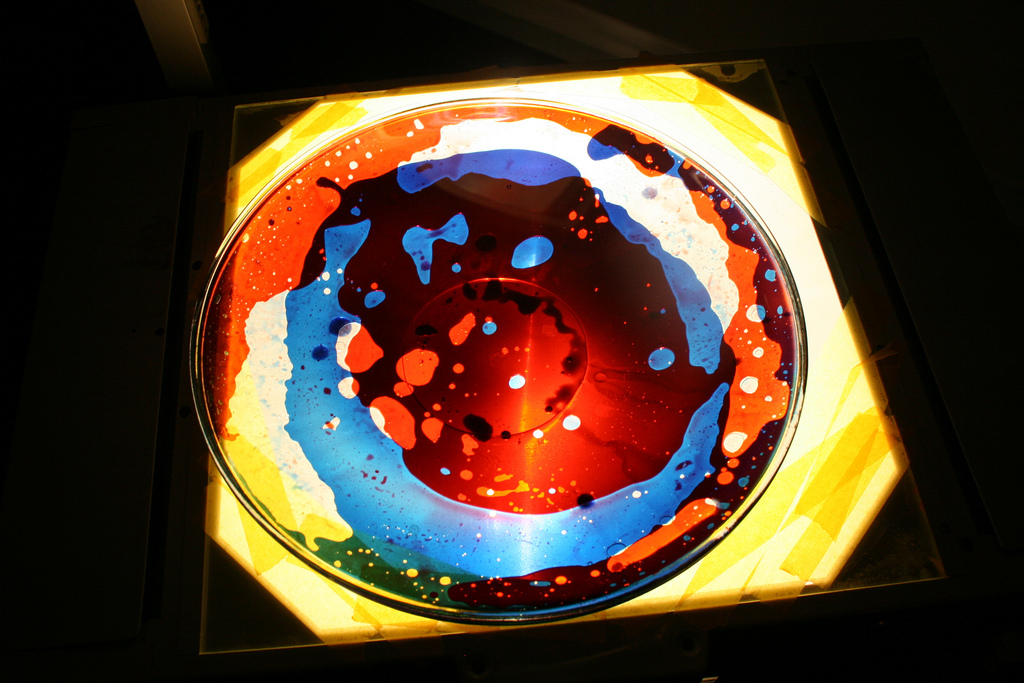
Рідка проєкція

- Фантастичні, метафізичні та сюрреалістичні предмети.
- Калейдоскопічні, фрактальні або пейслі елементи.
- Яскравість, висока контрастність кольорів.
- Екстремальні глибина деталізації або стилізації деталей . Крім того, застосування так званого Horror vacui стилю.
- Морфінг об'єктів або тла, іноді колаж.
- Фосфен, спіралі, концентричні кола, дифракційні картини та інші ентропічні мотиви.
- Повторення мотивів.
- Інноваційна типографіка і письмові шрифти, в тому числі і викривлення транспонування позитивних та негативних просторів.

## Походження
Психоделічне мистецтво пояснюється тим, що змінені стани свідомості викликані вживанням психоделіків є джерелом художнього натхнення. Психоделічний арт — стиль аналогічний сюрреалістичному в тому, що він передбачає використання методики  отримання натхнення. У той час як методика сюрреалізму є наслідком пошуку натхнення в уяві художника, психоделічний художник звертається до психотропних речовин доповнюючи уяву зміненим станом свідомості та пережитим психоделічним досвідом. Обидва стилі мають міцні зв'язки з важливими подіями в галузі науки . У той час як сюрреаліст був зачарований теорією Фрейда про несвідоме, психоделічний художник був буквально «включений» відкриттям Альбертом Гофманном ЛСД.